# Truku

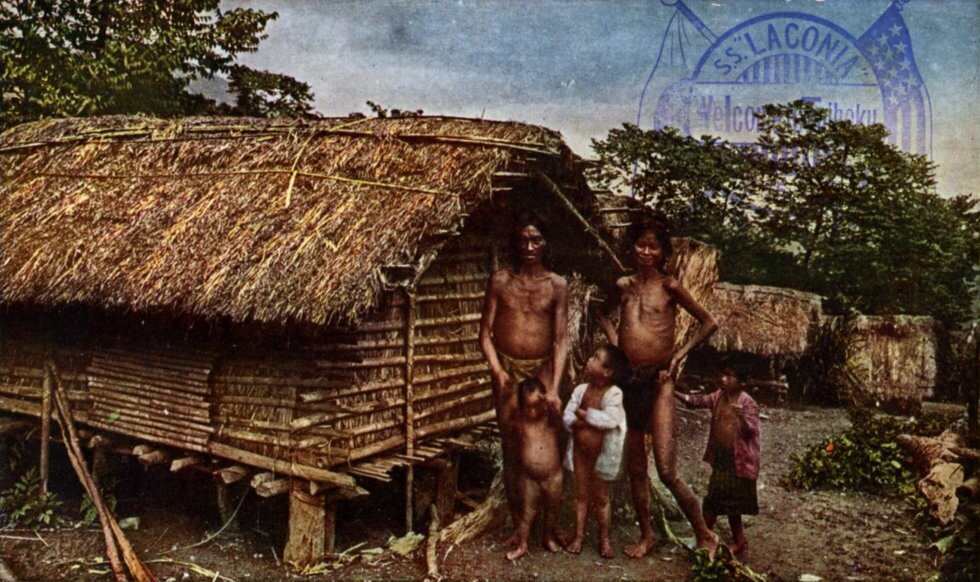
Une carte postale japonaise représentant une famille Truku.

Les Truku (chinois : 太魯閣) sont l'un des peuples aborigènes de Taïwan, officiellement reconnus par la République de Chine. Ils vivent dans la région de Taroko. Ils parlent le seediq, également appelé truku ou taroko, une langue du sous-groupe formosan des langues austronésiennes. Ils sont près de 32 000 individus.